# Gaositwe Kogakwa Tibe Chiepe

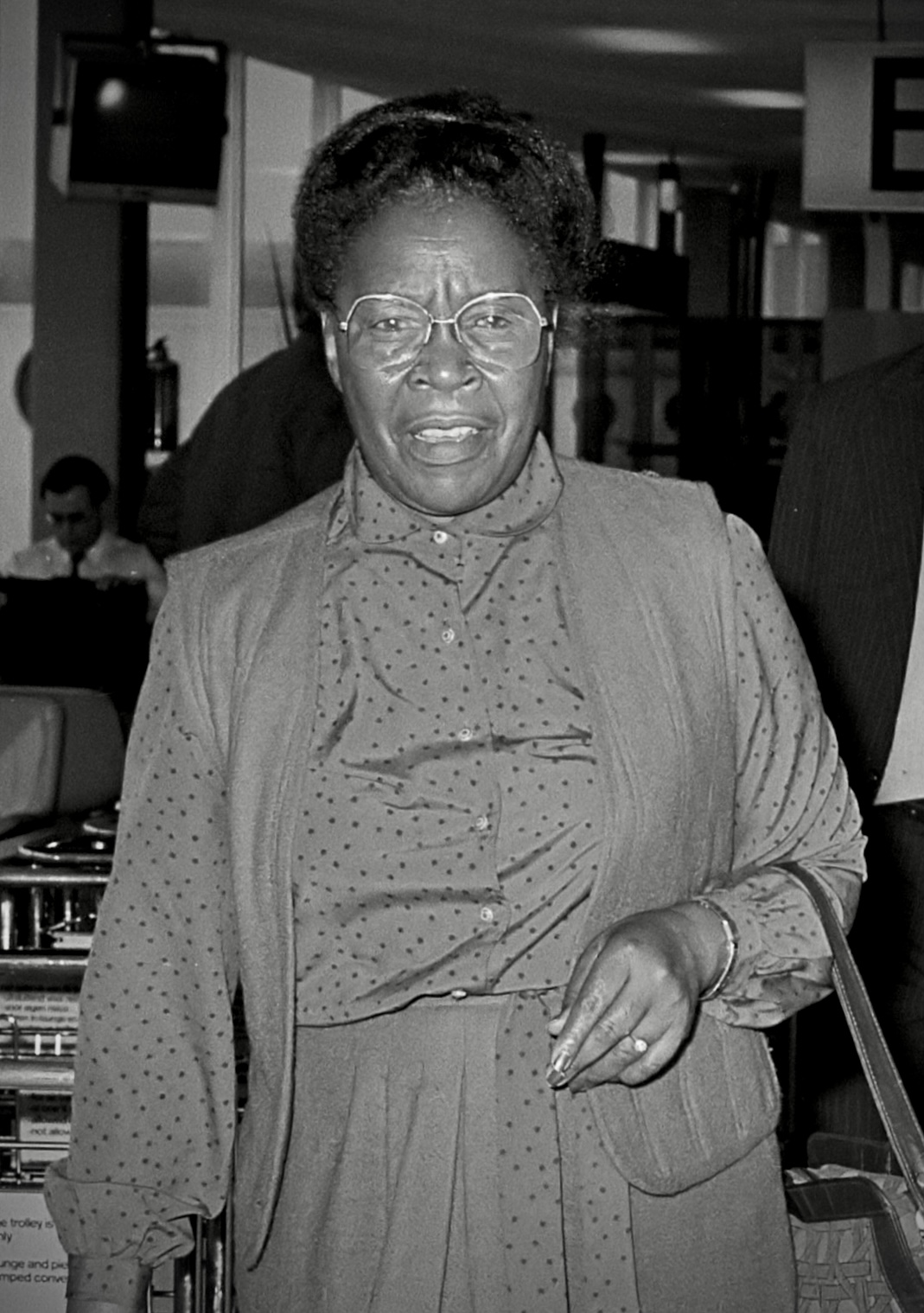
Außenministerin Chiepe (1985)

Gaositwe Kogakwa Tibe „G.K.T.“ Chiepe MBE (* 20. Oktober 1922 in Serowe, Betschuanaland; † 26. Januar 2025) war eine botswanische Diplomatin und Politikerin. Sie war nicht nur die erste Ministerin Botswanas, sondern auch die erste Frau ihres Heimatlandes mit einem Hochschulabschluss.

## Leben

### Berufliche und politische Laufbahn
Gaositwe Chiepe absolvierte ihre Primarausbildung im Protektorat Betschuanaland und setzte ihre weitere Schulausbildung in Vryburg am Tiger Kloof Educational Institute fort, der ersten weiterführenden Bildungseinrichtung für das heutige Botswana. Im Anschluss studierte sie Pädagogik an der Universität Fort Hare, bis in die 1960er Jahre die einzige höhere Bildungsanstalt für schwarze Afrikaner in Südafrika.
1946 schloss sie dieses Studium mit einem Bachelor of Science (B.Sc. Education) ab und war damit die erste Frau Botswanas mit einem Hochschulabschluss. Ein anschließendes Studium an der University of Bristol beendete sie 1948 mit einem Master of Arts (M.A.) und war auch diesmal die erste Frau Botswanas, die ein postgraduales Studium abschloss.
Nach ihrer Rückkehr nach Betschuanaland trat sie in den Schuldienst des Landes ein und war zunächst Assistierende Bildungsbeamtin (Assistent Education Officer), ehe sie 1952 Inspektorin (Education Officer) und dann 1963 Leitende Bildungsbeamtin (Senior Education Officer) wurde. 1965 erfolgte ihre Ernennung zur Stellvertretenden Direktorin der Bildungsverwaltung, was sie bis 1967 blieb.
Nach der Souveränität des Landes am 30. September 1966 wurde Gaositwe Chiepe zunächst von 1968 bis 1969 Direktorin der Bildungsverwaltung (Director of Education) und war danach zwischen 1970 und 1974 Hochkommissarin im Vereinigten Königreich sowie Nigeria und war zugleich als Botschafterin in der Bundesrepublik Deutschland, Frankreich, Dänemark und Norwegen akkreditiert. Zugleich war sie Ständige Vertreterin bei den Europäischen Gemeinschaften (EG).
Nach ihrer Rückkehr nach Botswana wurde sie 1974 Mitglied der Nationalversammlung und vertrat dort den Wahlkreis Serowe South.
Zugleich wurde sie von Präsident Seretse Khama zur Ministerin für Handel und Industrie ernannt. Nach einer Regierungsumbildung wurde sie 1977 Ministerin für Bergwerke und natürliche Ressourcen und bekleidete dieses Amt auch unter Khamas Nachfolger als Präsident Quett Masire.
Masire berief sie im Rahmen einer weiteren Kabinettsumbildung 1984 zur Außenministerin. Dieses Amt übte sie zehn Jahre lang bis 1994 aus.
Zuletzt wurde sie 1994 Bildungsministerin. Nach ihrem Rücktritt von diesem Amt 1999 war sie als Vorsitzende der Wahlbeobachterkommission des Commonwealth of Nations 1999 bei den Wahlen in Sansibar tätig. Des Weiteren war sie Wahlbeobachterin bei den Parlamentswahlen 2000 sowie den Präsidentschaftswahlen 2002 in Simbabwe.

### Ehrungen und Auszeichnungen
Für ihre Verdienste wurde sie mehrfach ausgezeichnet und erhielt neben dem Verdienstorden und dem Orden für Herausragende Dienste des Präsidenten von Botswana die Kommandeurswürde des Nordstern-Ordens von Schweden sowie den Order of the British Empire.
Darüber hinaus wurden ihr Ehrendoktortitel in Pädagogik der Universität Fort Hare, in Literatur und Philosophie der University of Chicago sowie in Rechtswissenschaft der University of Bristol verliehen. 2009 verlieh ihr die University of Botswana einen weiteren Ehrendoktor in Rechtswissenschaft.
Für ihren Einsatz zur Stärkung der diplomatischen Beziehungen zwischen Botswana und Japan wurde ihr im Juni 2010 der große Orden der Aufgehenden Sonne am Band verliehen. Dabei wurde insbesondere gewürdigt, dass auf ihre Initiative 1993 die erste Tokioter Konferenz zur Afrikanischen Entwicklung (TICAD) stattfand.